# Fyraåringsstjärnan
Fyraåringsstjärnan är ett årligt travlopp för 4-åriga varmblod som körs på Gävletravet i Gävle i september. Loppet körs över distansen 1640 meter med autostart. Flera stjärnhästar som Nuncio (2015), Magic Tonight (2013) och Zoogin (1994) har vunnit loppet. Sedan 2017 års upplaga är loppets förstapris 150 000 kronor. Mellan åren 2009–2016 var förstapris 200 000 kronor. Första upplagan av loppet kördes den 17 augusti 1980 och vanns av Plumona R.S. och Gunnar Nordin.

## Vinnare
| År   | Häst              | Kusk               | Tränare           | Tid    | Odds  |
| ---- | ----------------- | ------------------ | ----------------- | ------ | ----- |
| 2024 | D'Apper           | Tomas Pettersson   | Daniel Redén      | 1.11,0 | 19,65 |
| 2023 | Bedazzled Sox     | Torbjörn Jansson   | Roger Walmann     | 1.10,1 | 3,81  |
| 2022 | Asteroid          | Björn Goop         | Frode Hamre       | 1.11,0 | 3,08  |
| 2021 | Sister Sledge     | Örjan Kihlström    | Daniel Redén      | 1.10,8 | 1,04  |
| 2020 | Union Forces      | Jorma Kontio       | Stefan Melander   | 1.11,2 | 57,17 |
| 2019 | Missle Hill       | Örjan Kihlström    | Daniel Redén      | 1.10,7 | 1,76  |
| 2018 | Perfect Spirit    | Örjan Kihlström    | Daniel Redén      | 1.10,7 | 1,75  |
| 2017 | Baron Gift        | Rickard Svanstedt  | Rickard Svanstedt | 1.10,4 | 34,42 |
| 2016 | Target Kronos     | Erik Adielsson     | Lutfi Kolgjini    | 1.09,9 | 4,98  |
| 2015 | Nuncio            | Stefan Melander    | Stefan Melander   | 1.09,6 | 1,00  |
| 2014 | Cool Keeper       | Leif Witasp        | Leif Witasp       | 1.10,2 | 2,16  |
| 2013 | Magic Tonight     | Örjan Kihlström    | Roger Walmann     | 1.11,3 | 5,34  |
| 2012 | I'm The Answer    | Torbjörn Jansson   | Frode Hamre       | 1.11,5 | 6,78  |
| 2011 | Formula One       | Erik Adielsson     | Stig H. Johansson | 1.11,6 | 1,80  |
| 2010 | Alvena Pele       | Per Lennartsson    | Per Lennartsson   | 1.13,0 | 6,41  |
| 2009 | Fancy Vacation    | Johan Untersteiner | Roger Walmann     | 1.12,8 | 4,69  |
| 2008 | Rune U.S.         | Örjan Kihlström    | Roger Walmann     | 1.13,0 | 1,47  |
| 2007 | Dig For Dollars   | Jim Oscarsson      | Jim Oscarsson     | 1.11,2 | 4,02  |
| 2006 | Smooth Moves      | Erik Adielsson     | Stig H. Johansson | 1.12,6 | 3,40  |
| 2005 | Davidov           | Sören Eriksson     | Ulf Eriksson      | 1.15,1 | 1,29  |
| 2004 | Makhtoub Jet      | Olle Goop          | Olle Goop         | 1.12,3 | 3,63  |
| 2003 | Good Grief        | Samuel Rehn        | Samuel Rehn       | 1.14,0 | 3,76  |
| 2002 | Herman Bess       | Ulf Ohlsson        | Timo Nurmos       | 1.13,0 | 8,22  |
| 2001 | Brumal Hanover    | Stig H. Johansson  | Stig H. Johansson | 1.14,0 | 1,86  |
| 2000 | Americanese       | Thor Borg          | Trond Smedshammer | 1.12,6 | 1,13  |
| 1999 | Criks Hurricane   | Jörgen Westholm    | Jörgen Westholm   | 1.12,3 | 16,06 |
| 1998 | Kramer Chick      | Torbjörn Jansson   | Torbjörn Jansson  | 1.13,1 | 5,23  |
| 1997 | Keystone Sequence | Stefan Melander    | Stefan Melander   | 1.12,9 | 33,21 |
| 1996 | Trinity           | Jouko Pärssinen    | Jouko Pärssinen   | 1.15,1 | 5,70  |
| 1995 | Vygotsky T.J.     | Stig H. Johansson  | Stig H. Johansson | 1.13,5 | 1,54  |
| 1994 | Zoogin            | Åke Svanstedt      | Åke Svanstedt     | 1.13,6 | 3,78  |